# Unfold (album Johna O’Callaghana)
Unfold – trzeci studyjny album irlandzkiego DJ-a Johna O’Callaghana. Został wydany 15 kwietnia 2011 przez wytwórnię płytową Armada Music.

## Lista utworów
1. Save This Moment (with Betsie Larkin)
2. Talk To Me (with Timmy and Tommy)
3. Perfection (feat. Cathy Burton)
4. Smokescreen
5. Bring Back The Sun (Ambient Mix) (with Audrey Gallagher)
6. Stargazer (with Thomas Bronzwaer)
7. Stresstest
8. Ride The Wave (with Giuseppe Ottaviani)
9. Impossible To Live Without You (with Betsie Larkin)
10. Mess Of A Machine (with Kathryn Gallagher)
11. Psychic Sensor
12. Centurion
13. Raw Deal
14. Rhea (Chillout Mix) (vs Neptune Project)